# 손창섭
손창섭(孫昌涉, 1922년 5월 20일 ~ 2010년 6월 23일, 일본 귀화 이름은 우에노 마사루(일본어: 上野昌渉))은 일본에 귀화한 대한민국의 소설가로 본관은 경주(慶州)이며 평안남도 평양 출생이다.

## 생애

### 생애 초기
그는 14세 시절 고향을 떠나 만주국 지린 성 지린을 거쳐 일본 교토와 일본 도쿄에서 고학하였고 일본 니혼 대학교 법학과를 중퇴하였다.

### 소설가 활동
1949년 소설 《얄궂은 비》로 소설가 첫 입문을 하였고 1952년 《문예》지에 《공휴일(公休日)》이 추천되어 문단에 본격 등단했는데, 그의 작품 세계는 착실한 사실적 필치로 비정상적 인물을 그림으로써 현대의 불안·절망 의식이 반영되어 있다. 1950년대의 대표적인 작가로 1955년 현대문학 신인상을, 1959년 단편 《잉여 인간》으로 제4회 동인문학상을 받았다. 작품집에 비오는 날(1959), 《낙서족》(1959), 장편에 《부부》(夫婦)(1962) 등이 있다.

### 말년
1973년 12월 말에 그는 7년 연하 일본인 부인 우에노 지즈코와 함께 도일한 후 행적이 묘연했다. 이후 1997년까지 귀화하지 않고 한국인으로 살았으나 일본의 외국인등록법에 따라 매년 등록을 갱신해야 하는 번거로움 때문에 98년 아내의 성을 따라 귀화, '우에노 마사루(上野昌涉)'로 개명했다.

### 사망
2010년 6월 23일에, 일본 도쿄의 한 병원에서 지병인 폐질환(폐질환과 알츠하이머병의 합병증)으로 인해 향년 88세를 일기로 사망하였다. 사망 후 화장되어 니가타 시에 소재한 사찰인 묘코지 경내의 묘원에 모셔졌다.